# حوض‌انبار آقا حسین
حوض انبار آقا حسین مربوط به دوره قاجار است و در خواف، انتهای خیابان مدرس واقع شده و این اثر در تاریخ ۵ آذر ۱۳۸۰ با شمارهٔ ثبت ۴۴۶۰ به‌عنوان یکی از آثار ملی ایران به ثبت رسیده است.